# Kadebreuk Wilnis
Met de kadebreuk van Wilnis of de dijkdoorbraak Wilnis wordt het op 26 augustus 2003 bezwijken van een gedeelte van de ringdijk langs de ringvaart van de Polder Groot-Mijdrecht in het Utrechtse Wilnis bedoeld.
De uit veengrond bestaande kade is als het ware weggedreven op boezemwater dat via ontstane scheuren diep onder het veenlichaam terecht kon komen. De droogte tijdens de hittegolf van 2003 speelde hierbij een belangrijke rol. Een proces van door uitdroging ontstane gewichtsafname, deformatie en scheuring van de veengrond leidde volgens onderzoek van het instituut 'GeoDelft' uiteindelijk tot het bezwijken van de kade.

## Gebeurtenissen

### Verloop
Omstreeks 2.00 uur 's nachts verloor de uitgedroogde veenkade het contact met de ondergrond waarop hij rustte. Het kadelichaam schoof over een lengte van 60 meter noordwaarts de polder in. De ringvaart viel hierdoor bijna droog en in de straten van de woonwijk Veenzijde te Wilnis kwam een halve meter water te staan. In een hoger gelegen deel ten zuiden van de kadebreuk traden verzakkingen op, met als gevolg dat gas-, water- en elektriciteitsleidingen afbraken. Circa 1500 bewoners moesten voor de duur van een dag worden geëvacueerd. Omstreeks 6.00 uur 's morgens  was de toevoer van water gestopt door het afdammen van de ringvaart op een drietal locaties.

### Nasleep
In Nederland zijn de waterschappen verantwoordelijk voor de fysieke veiligheid van waterlichamen. Derhalve startte de gemeente De Ronde Venen na de dijkdoorbraak een proces tegen het Hoogheemraadschap Amstel, Gooi en Vecht dat verantwoordelijk was voor de waterkering en het onderhoud van de ringdijk. De rechtbank in Amsterdam achtte in 2006 het hoogheemraadschap niet aansprakelijk voor de schade. In hoger beroep bepaalde het gerechtshof in Amsterdam op 9 juni 2009 dat het hoogheemraadschap wél voor de kosten van de dijkverschuiving moest opdraaien; dit arrest werd op 17 december 2010 echter vernietigd door de Hoge Raad, die oordeelde dat de zaak overgedaan moest worden door het gerechtshof in Den Haag. Op 6 mei 2014 besloot het gerechtshof dat het hoogheemraadschap de schade niet hoeft te vergoeden.